# Armadillidium pelionense
Armadillidium pelionense is een pissebed uit de familie Armadillidiidae. De wetenschappelijke naam van de soort is voor het eerst geldig gepubliceerd in 1928 door Strouhal.